# Tanvaldský Špičák (rozhledna)
Tanvaldský Špičák je zděná kamenná rozhledna postavená na vrcholu Špičák v nadmořské výšce 810 m n. m. Kopec Tanvaldský Špičák se nachází asi 4 km severozápadně od Tanvaldu a přibližně 12 km severovýchodně od Jablonce nad Nisou.

## Historie a technická data
Kamenná rozhledna byla vybudována v letech 1908–1909 albrechtickou sekcí Německého horského spolku pro Ještědsko a Jizerské hory, původně byla pojmenována po Františku Josefu I.
Stavbu provázely potíže, jednou z nich byl nedostatek vody, která se sem musela vynášet. Mnoho změn bylo provedeno ve stavebním plánu jabloneckého architekta Roberta Hemmricha – původně měla být vyhlídka pouze z oken věže. Nakonec byla rozhledna 30. června 1909 zkolaudována a následující neděli, 4. července, slavnostně otevřena pro veřejnost.
Později, kolem roku 1923, byl zaveden vodovod, v letech 1929–1930, byly výrazně rozšířeny hostinské budovy, které na rozhlednu stavebně navazují.
V roce 2022 proběhla její rekonstrukce, bylo vybudováno nové schodiště a opraven vyhlídkový ochoz včetně nového zastřešení. Revitalizován byl také plášť rozhledny a vyměněna okna na věži. Významnou část rozpočtu projektu pokryla Evropská dotace. Rozhledna se návštěvníkům po opravách znovu otevřela v sobotu 27. srpna 2022.

## Výhled
Z otevřeného ochozu ve výšce 14 m je kruhový výhled na Jizerské hory (severně Smrk), Krkonoše, Tanvald, Kozákov, Ještěd, vodní nádrž Josefův důl, Jablonec nad Nisou, přímo pod rozhlednou na další rozhledny Světlý vrch a Špička (Malý Špičák).

### Externí odkaz
- rozhledny.webzdarma.cz/
- rozhledny.kohl.cz/
- Rozhlednovým rájem
- Kudy z nudy
- rozhledna na Mapy.cz